# О-Грезиводан
О-Грезиводан (фр. Haut-Grйsivaudan) — кантон во Франции, департамент Изер, регион Рона — Альпы, округ Гренобль. INSEE код кантона — 3813. Кантон был создан 22 марта года по декрету от 18 февраля 2014 объединением кантонов Гонселен (12 коммун), Альвар (6 коммун) и Ле-Туве (8 коммун). Кантон полностью находится в округе Гренобль. Граничит с кантонами Муаян Грезиводан (3818), Уазан-Романш (3819) и департаментом Савойя.

## Географическое расположение
О-Грезиводан находится на западе департамента Изер. Площадь кантона составляет 394,64 км², таким образом он является 5-м кантоном по площади в департаменте. Название кантона произошло от названия долины Грезиводан, в которой он расположен. С конца XX века долиной Грезиводан называют равнину от Тюллена до Альбервиля. Долина разделяется на 3 части: нижний или южный Грезиводан (Сюд-Грезиводан) — территория от Тюллена до Гренобля, средний Грезиводан (кантон Муаян-Грезиводан) — от Гренобля до Поншарры, и высокий Грезиводан (кантон О-Грезиводан) — от Поншарры до Альбервиля.

## История
По закону от 17 мая 2013 и декрету от 14 февраля 2014 года количество кантонов в департаменте Изер уменьшилось с 58 до 29. Новое территориальное деление департаментов на кантоны вступило в силу во время выборов 2015 года. Таким образом, кантон О-Грезиводан был образован 22 марта 2015 года. Он был сформирован из бывших кантонов Гонселен (12 коммун), Альвар (6 коммун) и Ле-Туве (8 коммун).

## Коммуны кантона
В кантон входят 26 коммун, из них главной коммуной является Поншарра.
| Коммуна              | Название по-французски   | Население, чел. (2012) | Площадь | Код INSEE |
| -------------------- | ------------------------ | ---------------------- | ------- | --------- |
| Лез-Адре             | Les Adrets               | 938                    | 16      | 38002     |
| Альвар               | Allevard                 | 3881                   | 26      | 38006     |
| Барро                | Barraux                  | 1897                   | 11      | 38027     |
| Ла-Бюисьер           | La Buissiиre             | 673                    | 8       | 38062     |
| Ле-Шам-пре-Фрож      | Le Champ-prиs-Froges     | 1229                   | 5       | 38070     |
| Шапареян             | Chapareillan             | 2891                   | 30      | 38075     |
| Ла-Шапель-дю-Бар     | La Chapelle-du-Bard      | 526                    | 27,7    | 38078     |
| Ле-Шелас             | Le Cheylas               | 2680                   | 8,4     | 38100     |
| Ла-Ферьер            | La Ferriиre              | 231                    | 54      | 38163     |
| Ла-Флашер            | La Flachиre              | 453                    | 3       | 38166     |
| Фрож                 | Froges                   | 3393                   | 6,43    | 38175     |
| Гонселен             | Goncelin                 | 2238                   | 14      | 38181     |
| Юртье                | Hurtiиres                | 181                    | 3,35    | 38192     |
| Моретель-де-Май      | Morкtel-de-Mailles       | 425                    | 6,7     | 38262     |
| Ле-Мутаре            | Le Moutaret              | 237                    | 5       | 38268     |
| Ла-Пьер              | La Pierre                | 471                    | 3,3     | 38303     |
| Пенсо                | Pinsot                   | 206                    | 24      | 38306     |
| Поншарра             | Pontcharra               | 7203                   | 16      | 38314     |
| Сент-Мари-д’Аллуа    | Sainte-Marie-d'Alloix    | 550                    | 3       | 38417     |
| Сент-Мари-дю-Мон     | Sainte-Marie-du-Mont     | 239                    | 23,9    | 38418     |
| Сен-Максимен         | Saint-Maximin            | 639                    | 10,35   | 38426     |
| Сен-Пьер-д’Альвар    | Saint-Pierre-d'Allevard  | 2858                   | 27,09   | 38439     |
| Сен-Венсан-де-Меркюз | Saint-Vincent-de-Mercuze | 1375                   | 7,85    | 38466     |
| Тансен               | Tencin                   | 1622                   | 6,8     | 38501     |
| Те                   | Theys                    | 1991                   | 36      | 38504     |
| Ле-Туве              | Le Touvet                | 3003                   | 11,6    | 38511     |

## Политика
Согласно закону от 17 мая 2013 года избиратели каждого кантона в ходе выборов выбирают двух членов генерального совета департамента разного пола. Они избираются на 6 лет большинством голосов по результату двух туров выборов.
В первом туре кантональных выборов 22 марта 2015 года в О-Грезиводан баллотировались 5 пар кандидатов (явка составила 51,19 %). Во втором туре 29 марта, Кристоф Ангран и Мартен Коли были избраны с поддержкой 52,77 % на 2015—2021 годы. Явка на выборы составила 49,67 %.
| Мандат | Мандат | Кандидаты                              |                | Партия             | Первый тур | Первый тур     | Второй тур | Второй тур |
| Мандат | Мандат | Кандидаты                              | Кол-во голосов | Партия             | % голосов  | Кол-во голосов | % голосов  |            |
| ------ | ------ | -------------------------------------- | -------------- | ------------------ | ---------- | -------------- | ---------- | ---------- |
| 2015   | 2021   | Кристоф Ангран и Мартин Коли           |                | союз правых        | 4450       | 28,96          | 7483       | 52,77      |
| 2015   | 2021   | Рожер Коард и Флоранс Гесдон           |                | союз левых         | 4021       | 26,16          | 6697       | 47,23      |
| 2015   | 2021   | Патрик Ле Кавельер и Мари-Луиз Пеннель |                | Национальный фронт | 3811       | 24,80          | -          | -          |
| 2015   | 2021   | Вероник Фернандез и Жан-Кристоф Гренье |                | беспартийные левые | 2350       | 15,29          | -          | -          |
| 2015   | 2021   | Ксавье Денизо и Моник Греко            |                | беспартийные левые | 736        | 4,79           | -          | -          |